# Janville (Eure-et-Loir)
Janville település Franciaországban, Eure-et-Loir megyében. Lakosainak száma 1840 fő (2018. január 1.). Janville Toury és Allaines-Mervilliers községekkel határos.

## Népesség
A település népességének változása:
| Lakosok száma | 1819 | 1832 | 1870 | 1835 | 1840 |
|               | 2013 | 2015 | 2016 | 2017 | 2018 |